# سيفيرن واليس
سيفيرن واليس (بالإنجليزية: Severn Teackle Wallis)‏ (8 سبتمبر 1816، 11 أبريل 1894) محام أميركي تخرج من كلية سيفيرن اليس سانت ماري، بالتيمور، في عام 1832، ودرس القانون مع وليام يرت، النائب العام، ومع جون غلين. في 1837 .في عام 1846 تم اختياره زميلا في الجمعية الملكية للأنتيقوريس الشمالية من كوبنهاغن، الدنمارك.

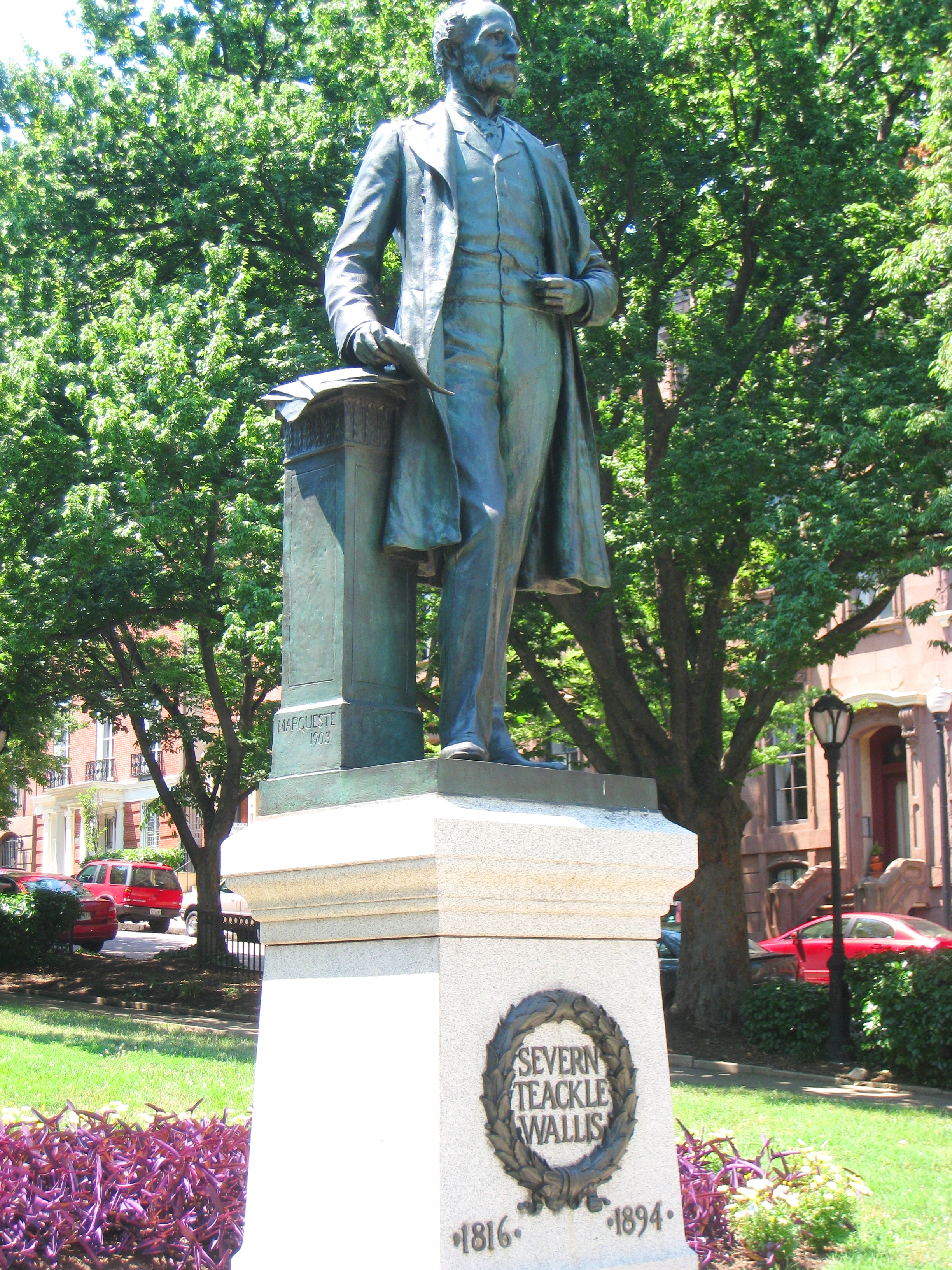
تمثال سيفيرن واليس